# Straalbuis (schip)

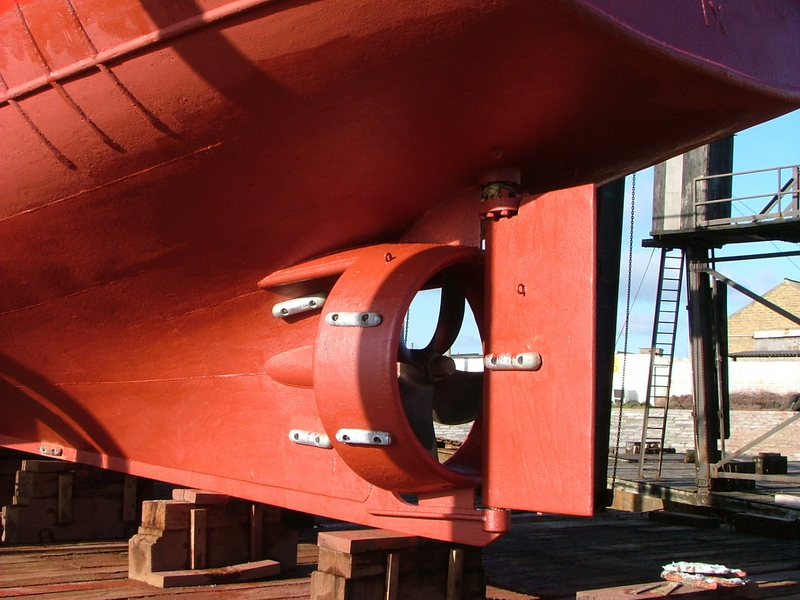
Kortstraalbuis

Een straalbuis is een buis met een convergente vorm, oftewel een taps toelopende pijp, die wordt gebruikt om het rendement van scheepsschroeven te verhogen. Als er water doorheen stroomt wordt de stuwdruk van het water ermee opgevoerd. Ze worden vooral gebruikt bij zwaarbelaste schroeven of bij beperkte schroefdiameter. De straalbuis werd ontwikkeld door Luigi Stipa (1931) en Ludwig Kort (1934).
Voordelen zijn een verhoogd rendement, betere koersstabiliteit en minder kans op schade door drijvend afval. Achteruit varend is het rendement echter slechter, net als de koersstabiliteit. Ook is de kans op cavitatie groter. Straalbuizen worden ook wel gebruikt ter vervanging van roeren.
Schroefstraalbuizen komen voor als vaste straalbuis, draaibare of roerstraalbuis, kortstraalbuis, en als roerpropellerstraalbuis. Ze worden vooral gebruikt op slepers, binnenvaartschepen, hopperzuigers, vissersschepen, bevoorradingsschepen en schepen die uitgerust zijn met dynamic positioning. Een kortstraalbuis is een versnellende straalbuis. Hierbij wordt de aanstroomsnelheid en daarmee het rendement van de schroef verhoogd. Dit is het type dat bij zwaarbelaste schroeven of bij beperkte schroefdiameter gebruikt wordt. Ludwig Kort heeft veel onderzoek naar dit type gedaan, waardoor dit ook wel de kortstraalbuis genoemd wordt. Een waterjet heeft een vertragende straalbuis.

## Types
Er zijn twee type straalbuizen; de versnellende en de vertragende. Bij de versnellende straalbuis wordt de aanstroomsnelheid en daarmee het rendement van de schroef verhoogd. Dit is het type dat bij zwaarbelaste schroeven of bij beperkte schroefdiameter gebruikt wordt. Ludwig Kort heeft veel onderzoek naar dit type gedaan, waardoor dit ook wel een kortstraalbuis genoemd wordt.
Bij het tweede type wordt de aanstroomsnelheid juist vertraagd. Daarmee stijgt de druk, waardoor cavitatie verminderd of voorkomen kan worden. Dit type wordt waterjet genoemd, vooral in combinatie met vaste bladen of stators. Een vertragende straalbuis kan ook trillingen verminderen.

NACA 4415.

Onder andere het MARIN heeft veel onderzoek gedaan naar straalbuizen. Veel van daarbij gebruikte profielen zijn gebaseerd op de NACA-profielen van de National Advisory Committee for Aeronautics, waarvan het NACA 4415 een profiel is met zeer goede eigenschappen. De meest gebruikte profielen zijn no. 19A en 37 uit de MARIN-series, die een afgeronde achterzijde hebben, wat fabricage vergemakkelijkt en een beter rendement bij achteruit varen. Aanvankelijk werd gebruikgemaakt van schroeven uit de Wageningen B-serie, later werden schroeven van het Kaplan-type gebruikt, die een bredere bladtip hebben.

## Werking
Bij een kortstraalbuis wordt de aanstroomsnelheid verhoogd en daarmee de druk verlaagd. Hierdoor neemt de stuwdruk en het koppel van de schroef af. Tegelijkertijd treedt een circulatie op met naar binnen gerichte kracht als gevolg. Deze heeft een voorwaartse component, waardoor de straalbuis zelf een positieve stuwdruk levert. Deze is over het algemeen groter dan de verminderde stuwkracht van de schroef. Door de geringe speling tussen de buis en de schroefbladtip verminderen de tipwervels, wat ook een verhoogd rendement tot gevolg heeft. De wrijvingsweerstand van de straalbuis neemt toe bij toenemende snelheid en wordt uiteindelijk groter dan de extra stuwkracht. Daarom zijn vooral zee- en havenslepers — die een zwaarbelaste schroef hebben en een relatief lage snelheid — uitgerust met straalbuizen. De paaltrek kan tot 30% groter zijn.
Bij vertragende straalbuizen is de circulatie tegengesteld en daarmee is er een achterwaartse kracht. Hierbij heeft de straalbuis dus een negatieve stuwdruk. Omdat bij dit type minder cavitatie optreedt, wordt deze wel gebruikt bij hoge snelheden of bij als er minder geluid geproduceerd moet worden, zoals bij oorlogsschepen.

## Binnenvaart
Een straalbuis wordt in de binnenvaart nog weleens vast in de tunnel of het achterschip ingebouwd. Dit laatste heeft als voordeel een stevige constructie; maar als nadeel dat de truc van de straalbuis over ongeveer 1/4 of 1/5 van de omtrek bijna niet werkt. Als de tunnel ook gelijk aangestrookt is kan de aangezogen lucht die onder het vlak meekomt, bij leeg varen, ook nog flinke klappen onder het achterschip veroorzaken.
Een andere mogelijkheid is, dat de straalbuis los (aan uithouders) onder het achterschip hangt en/of in de tunnel. Dit wordt weinig gezien in de Rijn en riviervaart. Het is in de praktijk meer iets voor binnenvaart die vaak op ruimer water zit. Voor theoretici is dit een vanzelfsprekende keuze, praktisch werkt de eerdergenoemde vaste montage onder het achterschip ook heel goed.
Er is een snelheid door het water, die voor elk schip verschilt, waarbij het niet meer loont dat een straalbuis wordt gezet. Als het schip bijna altijd harder door het water vaart als die grenssnelheid, dan weegt de winst aan stuwkracht niet meer op tegen de negatieve effecten (o.a. de kosten en de kwetsbaarheid) van de straalbuis.
Duwboten (met 2, 4, of 6 duwbakken) varen relatief langzaam door het water en moeten in
verhouding "flink" drukken. Hierbij vindt men bijna altijd straalbuizen. Dus vrij vierkante schepen, bijvoorbeeld een wat oudere Dortmunder die nog als sleepschip gebouwd is en relatief veel lading kan meenemen ten opzichte van zijn afmetingen, zal nog bij 22 km/per uur een positief effect hebben van zijn straalbuis. Voor een niet zo gestroomlijnd schip is het rond de 20 km/uur door het water nog steeds een goede overweging om een straalbuis te laten zetten.
Andersom geldt dit ook. Voor een schip dat sterk geveegd is van achteren, en voorop ook een gestroomlijnde boeg heeft geldt een veel lagere snelheid waarboven een straalbuis geen zin meer heeft. Bijvoorbeeld schepen zoals er na 1945 vele gebouwd zijn, door scheepswerven die van huis uit oorlogsbodems bouwden; die bij 73 m lengte op maar ±12 meter rechte zij na, alleen maar een varende boeg + achterschip waren. Zo'n schip heeft geladen bij een snelheid van 16 km uur door het water al vaak geen voordeel meer van een straalbuis.